# Sofia Samatar

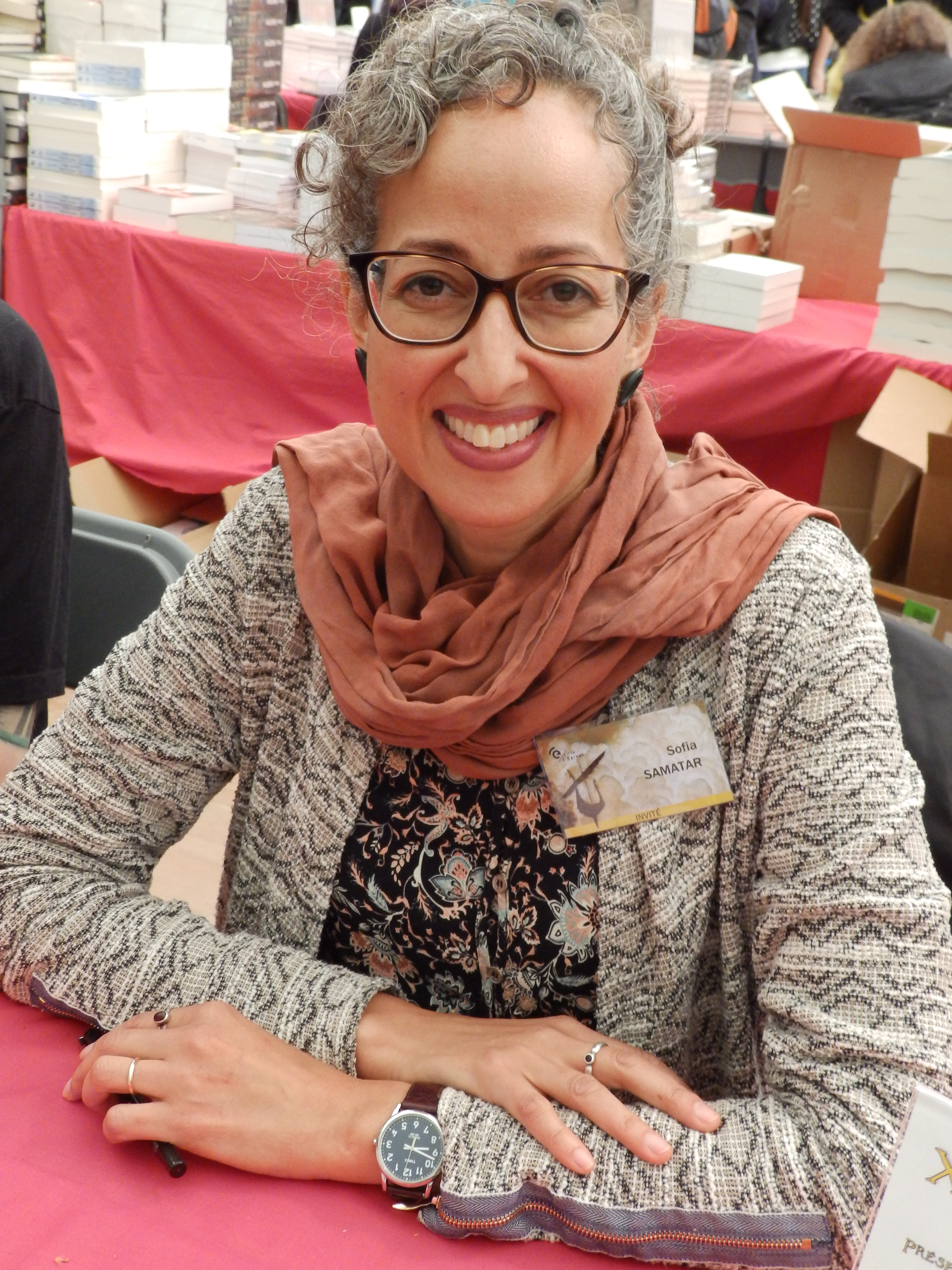
Sofia Samatar (2017)

Sofia Samatar (geboren am 24. Oktober 1971 in Indiana) ist eine amerikanische Schriftstellerin. Ihr bekanntestes Buch ist der Fantasy-Roman A Stranger in Olondria.

## Leben
Samatars Vater ist der somalische Historiker Said Sheikh Samatar, ihre Mutter kommt aus einer mennonitischen Familie in North Dakota. Sie besuchte eine mennonitische High School, studierte anschließend am ebenfalls mennonitischen Goshen College (Bachelor 1994) in Indiana und erwarb 1997 einen Master in afrikanischen Sprachen und Literatur der University of Wisconsin–Madison. Nach ihrem Abschluss heiratete sie den Schriftsteller Keith Miller und arbeitete als Englischlehrerin drei Jahre lang im heutigen Südsudan und anschließend neun Jahre lang in Ägypten. Nach der Rückkehr in die USA promovierte sie 2013 in arabischer Literatur an der University of Wisconsin mit einer Dissertation über den sudanesischen Dichter At-Tayyib Salih. Seither ist sie Assistant Professor an der California State University, Channel Islands in Camarillo.
2012 erschien Samatars erster Roman A Stranger in Olondria in dem Independent-SF-Verlag Small Beer Press. Der Roman wurde mehrfach ausgezeichnet, unter anderem mit dem World Fantasy und dem British Fantasy Award, und war für den Nebula Award nominiert. Außerdem brachte er Samatar 2014 den John W. Campbell Award als beste neue Science-Fiction-Autorin.
Der Roman handelt von Jevick, dem Sohn eines Pfefferhändlers, und Olondria, dem Land seiner Sehnsucht, in dem Bücher alltägliche Gegenstände sind. Nach dem Tod seines Vaters hat er die Chance, auf der jährlichen Handelsreise nach Olondria das Land selbst kennen zu lernen. Am Ziel seiner Wünsche angelangt wird er aber zum Opfer einer Heimsuchung, der Geist eines Mädchens verfolgt und bedrängt ihn, weshalb er Hilfe bei den Priestern von Olondria sucht, wodurch wiederum er in die politischen Auseinandersetzungen Olondrias und die verborgenen Intrigen zweier mächtiger Kulte verwickelt wird. Zentrale Themen sind Sprache und Erzählung, geschrieben und gesprochen, die Abbildung der Wirklichkeit in Sprache und die Begegnung mit der fremden Kultur Olondrias, die Jevick nur aus Büchern bekannt war und die sich in der persönlichen Erfahrung komplexer und anders zeigt. Samatar hatte den Roman zu schreiben begonnen, als sie im Südsudan arbeitete. Sie bildete hier auch ihre damalige Situation ab, in der sie zwar Swahili und Arabisch studiert hatte, nun aber mit der lebendigen Kultur des Sudans und Ägyptens konfrontiert war.
Samatar hat beginnend mit The Nazir seit 2012 über zwei Dutzend Kurzgeschichten veröffentlicht, erschienen unter anderen in Strange Horizons, Clarkesworld und Apex, von denen die Sammlung Tender (2017) eine Auswahl enthält. Die Erzählung Selkie Stories Are for Losers wurde 2014 für den Hugo und den Nebula Award nominiert. Ihre Erzählungen bewegen sich oft in den Grenzbereichen von Realismus, Fantasy und Science-Fiction. Diese Präferenz Samatars für die Überschreitung von Genregrenzen drückt sich auch darin aus, dass sie in Delia Shermans Interstitial-Fiction-Magazin Interfictions als Mitherausgeberin für Sachliteratur und Lyrik beteiligt war.
Zusammen mit ihrem Bruder, dem Künstler Del Samatar, veröffentlicht sie 2018 den Band Monster Portraits, eine Sammlung von Porträts fantastischer Ungeheuer, bestehend aus Grafiken und begleitenden Prosagedichten bzw. poetischen Skizzen mit begleitenden Illustrationen.

## Auszeichnungen
- 2014: World Fantasy Award, British Fantasy Award und William L. Crawford Fantasy Award für den Roman A Stranger in Olondria
- 2014: John W. Campbell Award for Best New Writer in Science Fiction
- 2014: IAFA Fantasy Award für den Roman A Stranger in Olondria

## Bibliografie
Romane
- A Stranger in Olondria (2012)
- The Winged Histories (2016)

Sammlungen
- Tender (2017)
- Monster Portraits (2018, mit Del Samatar)

Kurzgeschichten
- The Nazir (2012)
- A Brief History of Nonduality Studies (2012)
- Honey Bear (2012)
- Selkie Stories Are for Losers (2013)
- Dawn and the Maiden (2013)
- I Stole the D.C.'s Eyeglass (2013)
- Bess, the Landlord's Daughter, Goes for Drinks with the Green Girl (2013)
- Olimpia's Ghost (2013)
- Ogres of East Africa (2014)
- How to Get Back to the Forest (2014)
- A Girl Who Comes Out of a Chamber at Regular Intervals (2014)
- Walkdog (2014)
- Those (2015)
- Request for an Extension on the Clarity (2015)
- Tender (2015)
- The Closest Thing to Animals (2015)
- How I Met the Ghoul (2015)
- Meet Me in Iram (2015)
- His Hollow (2016)
- Cities of Emerald, Deserts of Gold (2016)
- The Red Thread (2016)
- The Tale of Mahliya and Mauhub and the White-Footed Gazelle (2016)
- An Account of the Land of Witches (2017)
- Fallow (2017)
- Universal Geography (2018)
- Hard Mary (2018)